# 1927 في تونس
فيما يلي قوائم الأحداث التي وقعت خلال عام 1927 في تونس.